# 葡萄牙帝國
葡萄牙帝國（葡萄牙語：Império Português），又稱海外葡萄牙（Ultramar Português）、葡萄牙殖民帝國（Império Colonial Português），為歷史上第一個全球性殖民帝國也是最後一個殖民帝國，以及歐洲最早建立和最長久的殖民帝國（1415年－1999年）。
葡萄牙在15世紀進行的大西洋探險和1415年對休达的征服標誌著葡萄牙成為海上強權的開始。其後，葡萄牙開始大力發展航海學校，以及加強地图学的知識。在一個世紀後，葡萄牙終於成為歐洲首個打通往印度航線的國家。葡萄牙航海家如迪亞士，瓦斯科·達·伽馬，以及为西班牙国王服务的斐迪南·麥哲倫創下了不朽的航海歷史。
葡萄牙帝國國力在16世紀達至頂峰。但其後因為一度被鄰國西班牙联合统治，以及其他新興殖民帝國如英國、荷蘭和法國的競爭下，葡萄牙帝國開始走向衰落。18世紀後，葡萄牙便集中其在巴西及非洲殖民地的統治。而巴西殖民者為葡萄牙帶來的黃金重新振興了這個帝國。但無奈的是，1755年災難性的大地震卻嚴重打擊了葡萄牙首都里斯本的國際地位，加上1822年巴西的獨立和1890年英國打擊了其在非洲的擴張企圖，都使得這個殖民帝國趨向衰亡。
第二次世界大戰結束後，葡萄牙曾經嘗試抵抗殖民地發起的非殖民地化浪潮，並因此爆發了關閘事件、一二·三事件葡萄牙殖民地戰爭（1961年－1974年）。印度亦在1961年出兵并收复了葡萄牙位於印度的殖民地果阿和達曼-第烏兩地，這使得葡萄牙在亞洲只剩下澳門及东帝汶兩個殖民地。1974年康乃馨革命和1975年亞洲、非洲撤軍以後，帝国名存实亡，逐步放棄其殖民地。直至其於1999年12月20日将澳門移交至中华人民共和国，葡萄牙帝國至此彻底終結。

## 建立（1415年─1580年）

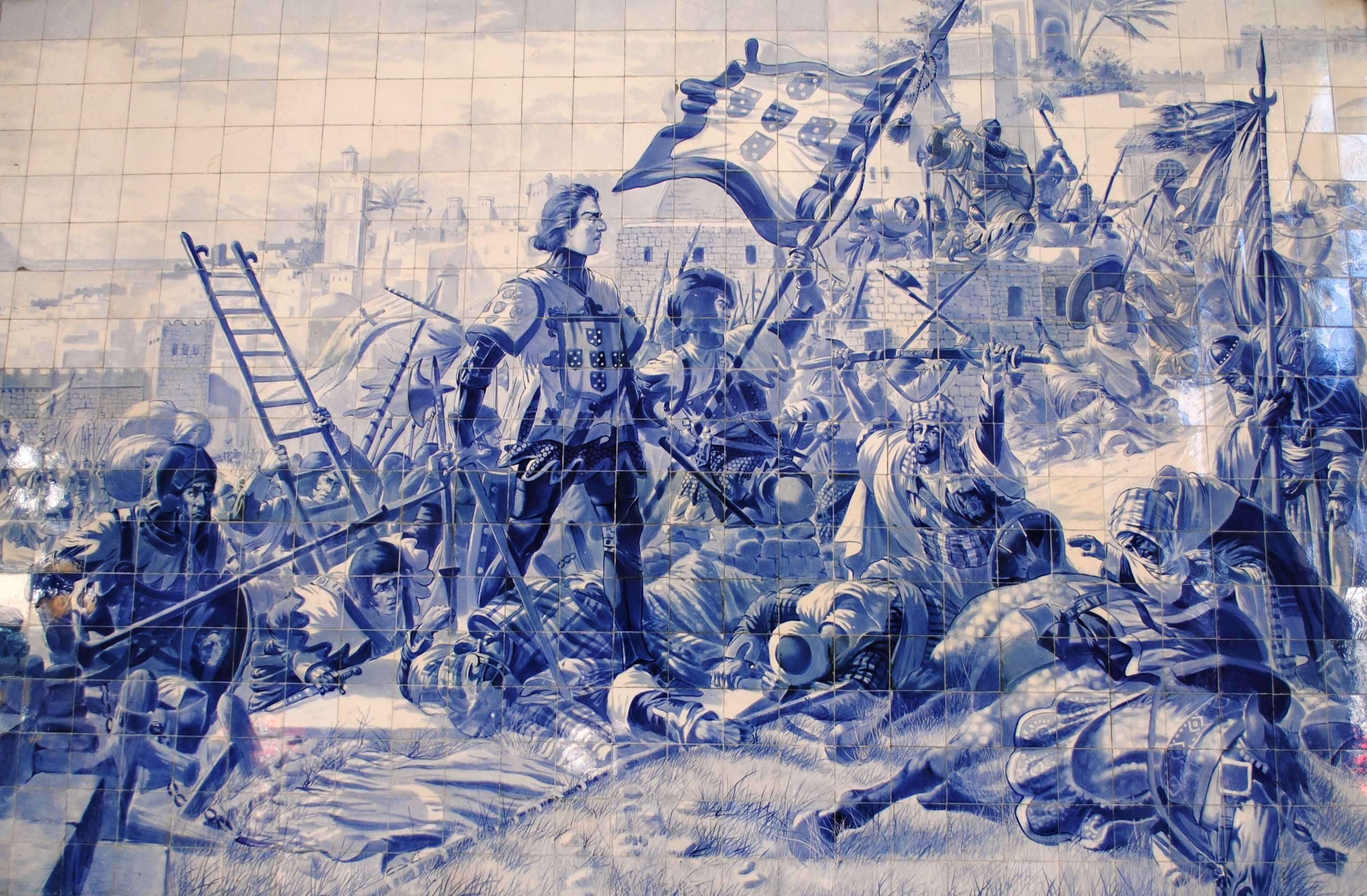
航海家恩里克1415年率兵攻佔休達，是為葡萄牙帝國的開端。

在1415年，葡萄牙王子航海家恩里克率領士兵佔領了北非港口城市休達，並在1418年擊敗了企圖奪回休達的摩尔人。而一年後，葡萄牙王子航海家恩里克的兩名船長在風暴下駛進馬德拉，而其他葡萄牙航海家更在1427年發現了亚速尔群岛。它的船隊相繼於1434年和1445年到達非洲的博哈多爾角、塞內加爾和佛得角。1446年，葡萄牙航海家安東尼奥·費爾南德斯更發現了塞拉利昂，這些地理上的大發現都為葡萄牙帝國的崛起提供了有利條件。
其時，葡萄牙開始對亞速爾群島和馬德拉進行殖民政策，以攫取其在蔗糖和酒類生產上的利益，尤其是來自几內亚的黃金更大大刺激了它的商業能力。從科學及宗教的角度出發，遠洋航行無疑是有利可圖的。在阿方索五世（1443年-1481年）領導下，葡萄牙的海洋探險已遠至几內亚湾一帶。而他更在1458年和1471年分別從摩爾人手上佔據了摩洛哥一部份和丹吉爾等地。而其繼承人約翰二世亦在西非加纳建立保護商貿用的要塞，其後這個要塞更在1637年起成為葡萄牙在西非的總部。此外，葡萄牙在1482年發現了剛果，並在1488年派遣迪亞士繞過好望角。
最後，葡萄牙籍航海家瓦斯科·達伽馬更率先到達印度，開闢了第一條由歐洲通往印度的航線。通過這些發現，它提高了經濟，帶來龐大的貿易利益。這個征服東印度香料群島的行動，由「葡萄牙戰神」阿方索·德·阿爾布克爾克一手完成，確定16世紀葡萄牙大致壟斷歐洲香料市場的結果（雖然主要是壟斷便宜香料的市場，昂貴香料仍在東南亞以走私方式，通過土耳其─威尼斯路線輸入歐洲），讓葡萄牙暴富崛起，一度躋升為歐洲的一流大國。
當時，人們都知道在印度洋向東出發就可以到達印度，但哥倫布認為向西航行也能到達，但這個想法卻被當時的君主約翰二世堅決地拒絕了。其後，卡斯蒂利亚的伊莎貝拉女王卻大力支持哥倫布的想法，並遣之實行。結果，哥倫布成功地發現美洲西印度群島，此地其後更成為西班牙殖民地。
而在東非，由穆斯林統治的一帶東非海岸如莫桑比克、蒙巴萨等地也落入葡萄牙人手中。其後在1490年，葡萄牙航海家已經到達東非的埃塞俄比亚海岸。此外，他們的勢力也伸展至阿拉伯海一帶，在1506年侵吞了索科特拉岛，同年更到達印度洋的錫蘭。他們也一直在印度洋上探險，如1506年發現的馬達加斯加和1507年發現的毛里求斯等，他亦在1509年發生的第烏戰役擊敗了奧斯曼土耳其的蘇丹以及威尼斯共和国，成為印度洋上的霸主。至於他們也大力開始在美洲的擴張，如在1500年登陸巴西的塞古羅港，並以之作為巴西紅木的貿易站。
經過教宗亞歷山大六世的仲裁，葡萄牙和西班牙兩國更在1494年簽訂《托德西利亚斯条约》。該條約列明西葡兩國共同壟斷歐洲以外的世界，並以維德角以西300里格（大約1770公里）作為兩國分界線，以東為葡萄牙勢力範圍，而以西即為西班牙所擁有。自此，葡萄牙殖民地帝國如日中天。

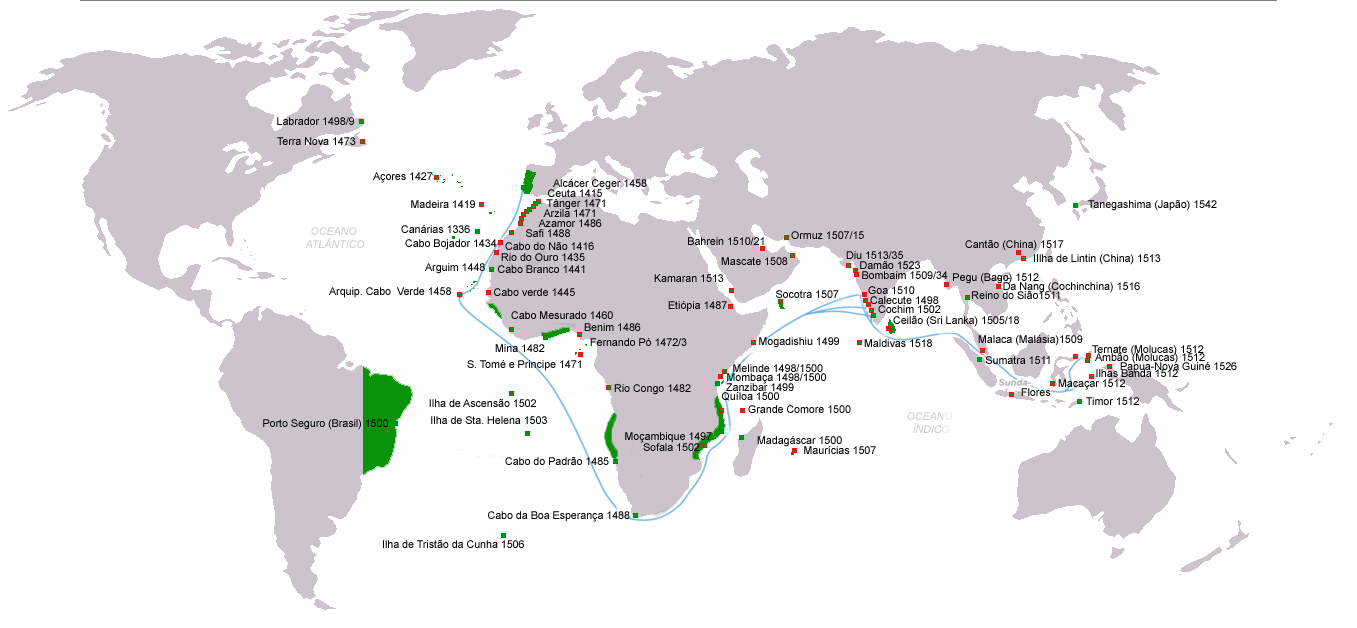
16世紀葡萄牙的領土擴張

## 伊比利亞聯盟（1580－1640年）

伊比利聯盟徽章

在1580至1640年這段期間，掌有西班牙王冠的哈布斯堡王朝因葡萄牙王位懸空而取得葡萄牙王冠，西班牙國王腓力二世出兵佔領葡萄牙合併成伊比利亞聯盟，從而令葡萄牙王國與其海外殖民地皆由西班牙哈布斯堡王朝掌理，兩國間形成君合國關係。西葡兩國的聯合艦隊，攻佔了抵抗哈布斯堡王朝統治的葡萄牙領地亞速爾群島，並清除從亞速爾群島來進行貿易的法國人。
此後，掌有葡萄牙海外殖民地的哈布斯堡王朝繼續向海外擴張，並在1616年發動了一次軍事擴張，驅逐了法國在南美洲的殖民者。此外，更在1625年率領艦隊佔據了由荷蘭人控制的薩爾瓦多城市。但好景不常，自1627年卡斯蒂里亞經歷經濟大崩潰後，荷蘭人便乘機組織海軍，並破壞了西班牙的海上貿易。自此，英荷兩國便開始頻繁攻擊葡萄牙的海岸線，以掠奪哈布斯堡王朝的財富。西班牙人完全不能應付海軍的威脅，因此爆發了荷西戰爭。
1638年至1640年間，荷蘭逐漸控制了巴西東北部的地區，並以累西腓為首府。1640年，葡萄牙王國脫離西班牙，由本地貴族創建布拉干薩王朝，1648年西班牙在對荷蘭戰爭的勝出遏止了荷蘭在巴西持續擴張的勢頭，其後，荷蘭當局交還其巴西的佔領地予葡萄牙。雖然荷蘭在巴西的殖民政策失敗了，但其後荷蘭帝國卻搶奪了葡屬錫蘭、葡屬好望角和葡屬東印度群島一帶的土地，更壟斷了在日本幕府长崎市的貿易。自此，葡萄牙在遠東的勢力減少至澳門和東帝汶兩地。

## 葡萄牙－巴西－阿爾加維聯合王國

葡萄牙－巴西－阿爾加維聯合王國國旗

1661年，葡萄牙給予英國孟買和丹吉爾兩地作為兩國聯姻的嫁妝。而其後一百年，英國乘印度莫臥儿帝国的崩潰而逐漸控制整個印度及其貿易。但葡萄牙手中仍然掌握西印度的果阿等地。1755年里斯本大地震動搖了葡萄牙的殖民野心。因此，葡萄牙帝國在18世紀開始走下坡。
儘管巴西在起初並不太重要，但它後來卻成為了葡萄牙殖民地的中心，尤其是它積存了來自葡萄牙大量的黃金、寶石、甘蔗、咖啡和穀物等。葡萄牙更在此進行了黑人奴隸的貿易，因此巴西的人口開始大增，並開始走上發展之路。
而葡屬巴西的獨立運動也在此時開始萌生。在1789年曾經發生過一次起義，但最後失敗，領導者亦被絞死。而1808年，法國皇帝拿破崙聲稱葡萄牙暗中援助英國，因此對葡萄牙發動入侵。而葡萄牙攝政王若奧親王為免受到波及，便把王室遷往巴西。1815年巴西取得王國地位，從而組成葡萄牙－巴西－阿爾加維聯合王國，定里約熱内盧為首都。葡萄牙議會也選舉出巴西代表。雖然1821年葡萄牙王室回國，但因為一個偶然事件，若奧六世之子攝政王佩德羅於1822年9月7日宣佈巴西獨立，並加冕為巴西皇帝，建立巴西帝國。不同於南美洲廣大的西班牙殖民地，巴西的獨立並沒有發生嚴重的流血衝突。

## 非洲帝國（1822－1945年）
在殖民主義高漲的19世紀中，葡萄牙已經失去了其在美洲和亞洲的領土。為了挽回劣勢，葡萄牙便把殖民政策投放在非洲身上，並把葡屬佛得角、葡屬圣多美和普林西比、葡屬幾內亞比索、葡屬安哥拉和葡屬莫三比克置於控制之下。1942年太平洋戰爭時大日本帝國軍隊在進攻荷屬東印度時佔領了葡属東帝汶，儘管當時葡萄牙為中立國。

## 帝国瓦解和终结

葡萄牙在非洲的殖民地

第二次世界大戰後，很多歐洲國家也紛紛自願及被迫放棄其殖民地，但葡萄牙卻選擇拒絕放棄其殖民地，因此它仍然維持著龐大的殖民帝國。1961年12月，印度出兵果阿，葡萄牙丧失在南亚次大陆的所有殖民地。同年维达的圣约翰堡被達荷美共和國（今貝寧）收复。
蘇聯對葡萄牙國内武裝部隊運動（Movimento das Forças Armadas，MFA）及工人階級的影響，加上不得民心的葡萄牙殖民地戰爭，最終導致1974年新國家體制的崩潰，是為康乃馨革命。由MFA領導的救國軍政府（Junta de Salvação Nacional）結束了戰爭，葡萄牙人也從非洲殖民地撤離。這使得大批葡萄牙公民逃離前非洲殖民地，引發數以百萬計的難民潮，被稱作retornados。這些地區于1975年獨立，成為莫三比克、安哥拉、幾內亞比紹、聖多美與普林西比、佛得角等國。新政府承認了印度對果阿等地的主權，貝寧對聖約翰堡的主權也得到承認，而在亞洲的兩處殖民地東帝汶與澳門中，葡萄牙放棄葡屬帝汶，澳門因為中華人民共和國政府不急於收回而成為葡萄牙唯一的海外殖民地。可是澳門早於1966年發生一二·三事件，使到澳葡政府在澳門的管治威信喪失，親中國共產黨人士及組織從此掌控澳門的行政事務。
1975年11月28日，东帝汶獨立，但在9天之後馬上就被印尼入侵并占领，1976年7月成为印尼的一个省——东帝汶省（Timor Timur）。接下来的20年裡，东帝汶不断发生抗争运动，并造成了10－25万人的死亡。1999年8月30日，在联合国监督下举行了全民公投，绝大多数的东帝汶人投票同意从印尼独立。在公投到1999年9月下旬多国维和部队进驻期间，由印尼军方组建和支持的反对独立的东帝汶民兵展开了大规模的焦土运动进行报复。民兵杀害了大约1,400名东帝汶人，并强行驱离了30万人到西帝汶成为难民。国家大部分的基础设施（包括住宅、灌溉系统、供水系统、学校、电网等）几乎100％被摧毁。1999年9月20日，以澳大利亚为首的国际部队进入以后，才结束了这些暴力行动。經聯合國託管约兩年半后，于2002年5月20日零时正式恢復獨立，國名為東帝汶民主共和國，成为国际公认的一个独立国家。東帝汶自2002年5月20日正式獨立後僅僅四個月，於同年9月27日加入聯合國，成為該國際組織第191個會員國。
而葡萄牙的最後一個殖民地──澳門的主權在1999年12月20日移交中華人民共和國，而長達500年的西方殖民地統治亦宣布終結。

## 遺產
葡萄牙語國家共同體（CPLP）成為葡萄牙帝國的文化上和政府間的繼承者。
澳門於1999年12月20日根據中華人民共和國與葡萄牙之間的協定移交中國。而葡萄牙語仍是澳門的官方語言之一。
目前亞速爾、馬德拉和薩維奇群島是葡萄牙僅有的海外領土。即使葡萄牙自1975年起結束對東帝汶的殖民統治，1999–2002年間有時仍然被仍為是葡萄牙最後的殖民地，由於印度尼西亞入侵東帝汶沒有受到葡萄牙的承认。
八個前葡萄牙殖民地與葡萄牙皆以葡萄牙語為官方語言，現為葡萄牙語國家共同體的會員國，共佔10,742,000 km2或7.2%的陸地面積（148 939 063 km2）。該組織另有六個觀察員國：喬治亞、日本、模里西斯、納米比亞、塞內加爾和土耳其。還有十二個國家和地區申請加入或等待批准。
葡萄牙語現時是世界主要語言之一，排名第六位，在全球有2.4億人使用。是美洲使用人數第三多的語言，主要歸功於巴西，雖然在加拿大、美國、委內瑞拉等國也有一些重要的葡語社區。此外還有多種基於葡萄牙語的克里奧爾語，包括馬六甲克里斯坦人的語言。
由於葡萄牙商人最早將甜橙帶進歐洲，一些現代印歐語系的語言以他們命名該水果，如阿爾巴尼亞語portokall、保加利亞語портокал（portokal）、希臘語πορτοκάλι（portokali）、馬其頓語портокал（portokal）、波斯語پرتقال（porteghal）、羅馬尼亞語portocală。類似的命名也在其他語言出現，如阿拉伯語البرتقال（bourtouqal）、喬治亞語ფორთოხალი（p'ort'oxali）、土耳其語portakal、阿姆哈拉語birtukan。此外，在義大利語南部方言（如那不勒斯語）中也有portogallo或purtuallo的叫法，而非標準義大利語的arancia。
葡萄牙和巴西憑藉其國際影響力，領導一場運動以推動葡萄牙語列入聯合國正式語文之一。

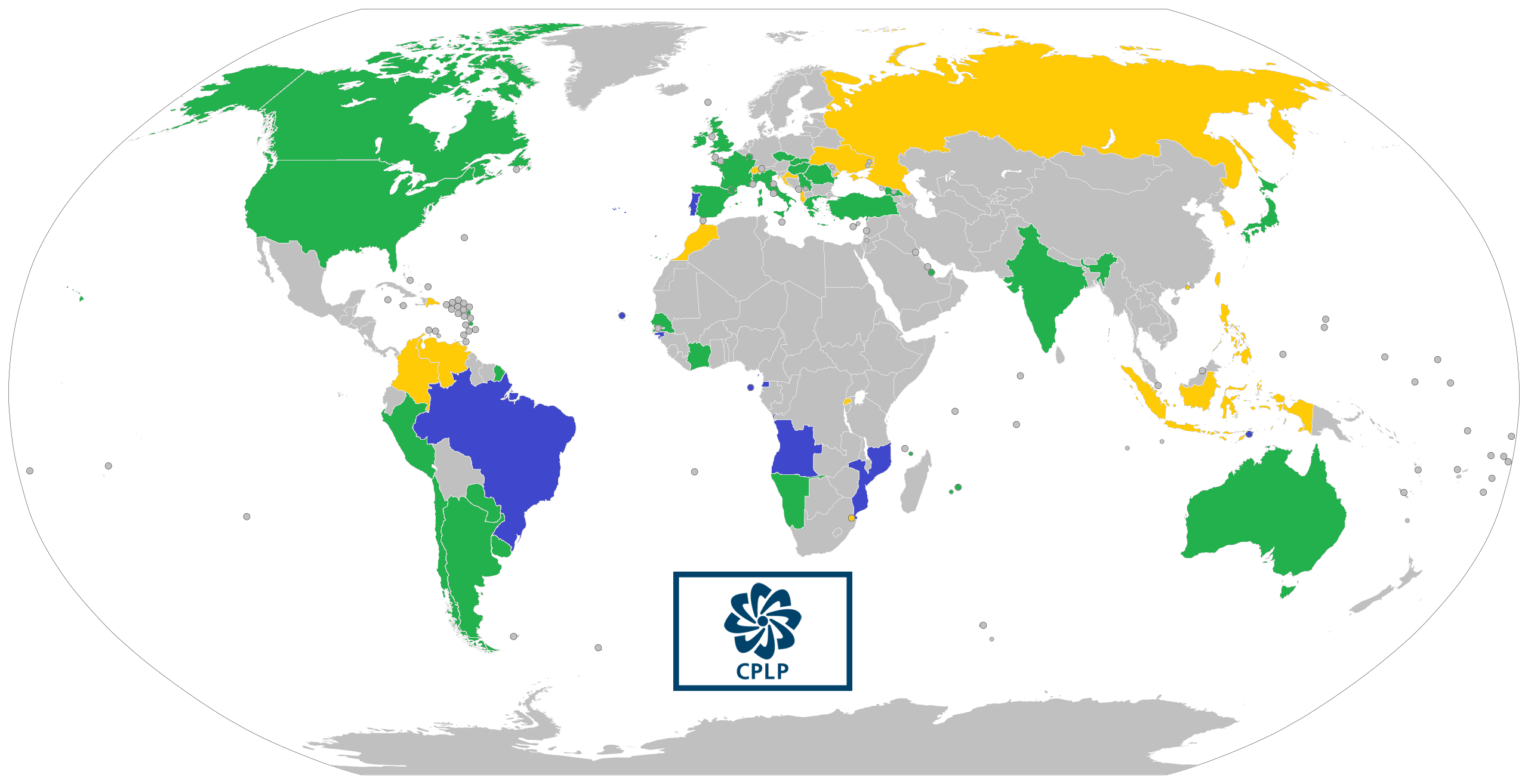
葡萄牙語國家共同體分布圖，藍色為會員國，綠色為觀察員國，黃色為有興趣的國家和地區
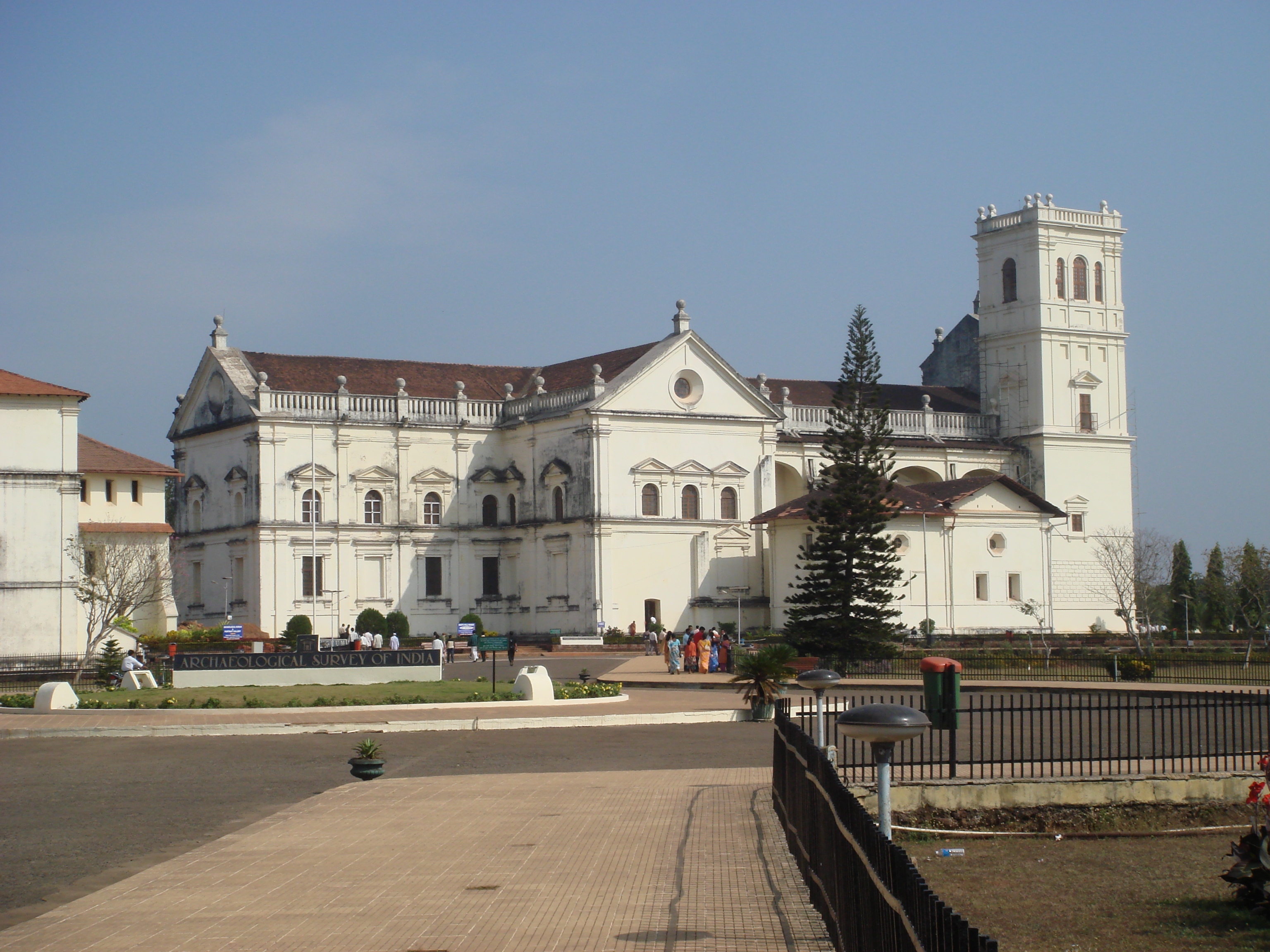
印度果阿聖加大肋納主教座堂，葡萄牙建築藝術的示範，也是亞洲最大的教堂之一
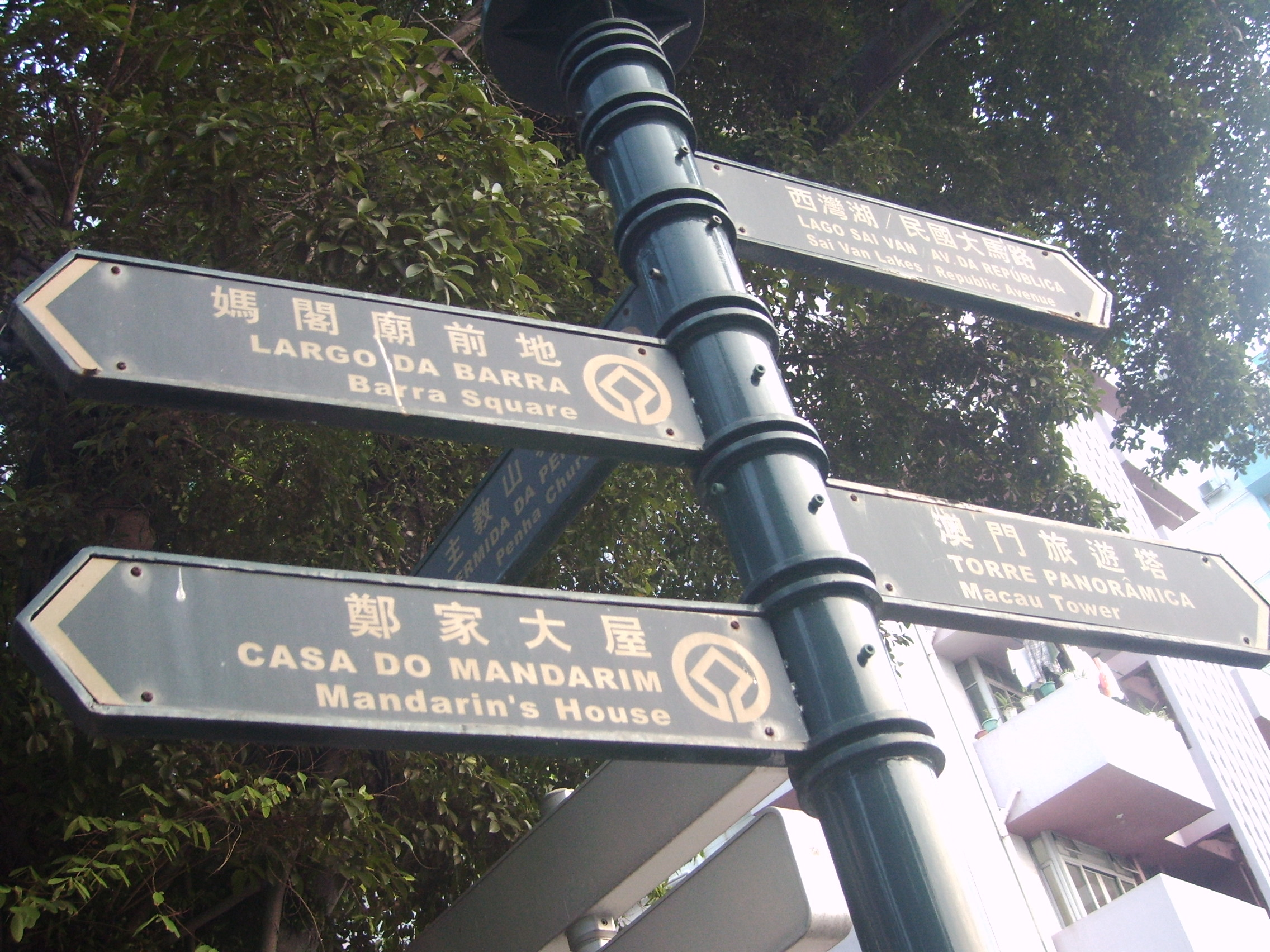
澳門的路標

## 範圍

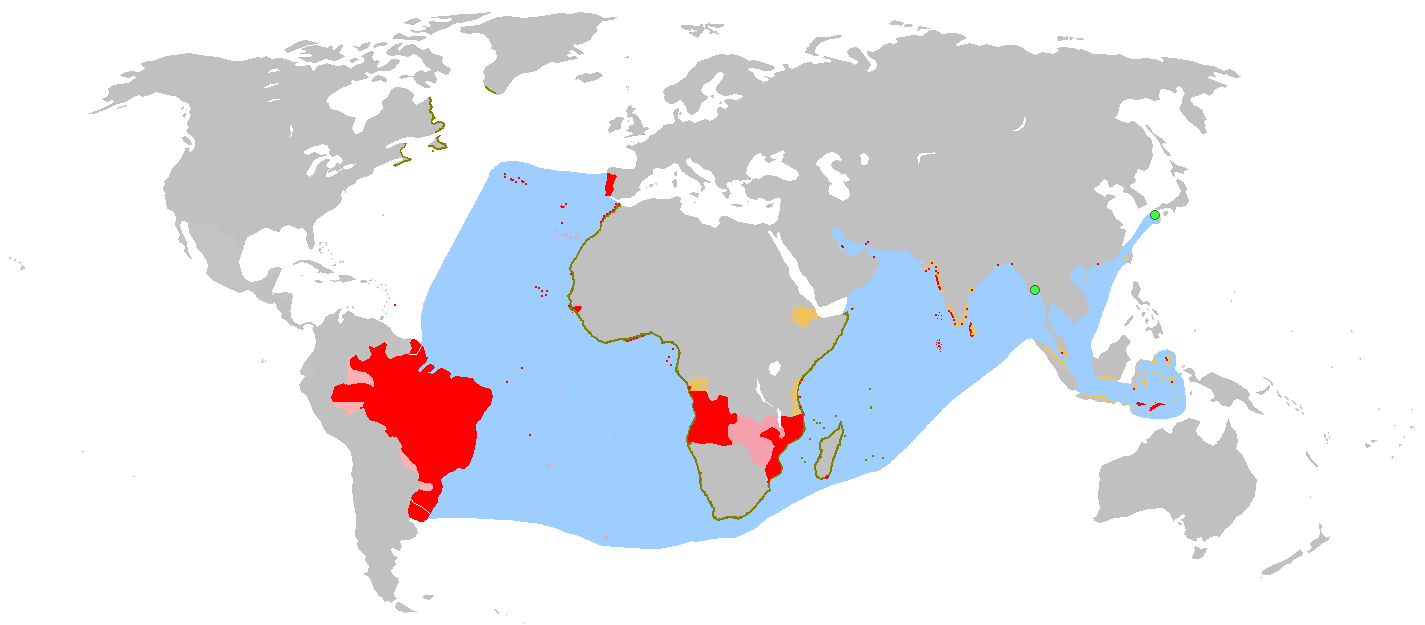
葡萄牙殖民地分佈圖（1415-1999年）
實際佔領
探險地區
貿易和勢力範圍
宣稱擁有主權
貿易港口
探索的主要海域、路線及影響範圍

### 非洲
- 安哥拉
- 阿爾金
- 阿克拉
- 卡宾达
- 艾美拉
- 畢爾科島
- 黃金海岸
- 馬拉加什
- 梅斯卡尼群島
- 馬林迪
- 蒙巴萨
- 摩洛哥
- 莫桑比克
- 基爾瓦·基西瓦尼
- 圣约翰堡
- 聖多美和普林西比
- 丹吉爾
- 濟金紹爾

### 美洲及北大西洋
- 亞速爾群島
- 巴西
- 乌拉圭
- 馬德拉
- 薩克拉門托

### 亞洲
- 班達群島
- 巴林
- 緬甸
- 錫蘭
- 弗洛勒斯島
- 阿巴斯港
- 拉克沙群島
- 橫琴島
- 澳門
- 霍爾木茲
- 果阿
- 望加錫
- 馬來西亞馬六甲州
- 馬爾地夫
- 摩鹿加群島
- 马斯喀特
- 长崎市
- 葡屬印度
- 索科特拉島
- 东帝汶